# Baršunica
Baršunica (lat. Sida), veliki biljni rod od preko 250 vrsta vazdazelenih polugrmova iz porodice Malvaceae raširen po tropskimn i suptropskim područjima širom svijeta. 
Najpoznatija među njima, a i najrasprostranjenija je S. rhombifolia, koja je introducirana po mnogim zemljama, a ima je i u Hrvatskoj gdje je nazivaju rombolisna baršunica.

## Vrste
1. Sida abutifolia Mill.
2. Sida acuta Burm.f.
3. Sida adscendens A.St.-Hil.
4. Sida aggregata C.Presl
5. Sida alamosana S.Watson ex Rose
6. Sida alba L.
7. Sida albiflora (Chodat & Hassl.) Krapov.
8. Sida alii Abedin
9. Sida amatlanensis Sessé & Moc.
10. Sida ammophila F.Muell. ex J.H.Willis
11. Sida andersonii Fryxell
12. Sida angustissima A.St.-Hil.
13. Sida anodifolia Fryxell
14. Sida anomala A.St.-Hil.
15. Sida antillensis Urb.
16. Sida aprica Domin
17. Sida arboae Krapov.
18. Sida arenicola S.T.Reynolds & A.E.Holland
19. Sida argentea F.M.Bailey
20. Sida argentina K.Schum.
21. Sida argillacea A.E.Holland & S.T.Reynolds
22. Sida arsiniata R.M.Barker
23. Sida asterocalyx S.T.Reynolds & A.E.Holland
24. Sida atherophora Domin
25. Sida aurantiaca A.St.-Hil.
26. Sida bakeriana Rusby
27. Sida barclayi Baker f.
28. Sida beckii Krapov.
29. Sida bipartita Schltr.
30. Sida blepharoprion Ulbr.
31. Sida boliviana Gand.
32. Sida bordasiana Krapov.
33. Sida brachypoda A.E.Holland & S.T.Reynolds
34. Sida brachystemon DC.
35. Sida brittonii León
36. Sida brownii Clement
37. Sida cabreriana Krapov.
38. Sida calchaquiensis Rodrigo
39. Sida calliantha Thulin
40. Sida calva Fryxell
41. Sida calyxhymenia J.Gay ex DC.
42. Sida cambuiensis Monteiro
43. Sida cardiophylla F.Muell.
44. Sida castanocarpa Krapov.
45. Sida caudata A.St.-Hil. & Naudin
46. Sida centuriata Clement
47. Sida cerradoensis Krapov.
48. Sida chapadensis K.Schum.
49. Sida charpinii Krapov.
50. Sida chinensis Retz.
51. Sida chiquitana Krapov.
52. Sida chrysantha Ulbr.
53. Sida ciliaris L.
54. Sida cleisocalyx F.Muell.
55. Sida clementii Domin
56. Sida confusa Hassl.
57. Sida coradinii Krapov.
58. Sida cordata (Burm.f.) Borss.Waalk.
59. Sida cordifolia L.
60. Sida cordifolioides K.M.Feng
61. Sida corrugata Lindl.
62. Sida coutinhoi Paiva & Noguiera
63. Sida cristobaliana Krapov.
64. Sida cuneifolia Roxb.
65. Sida cuspidata (A.Robyns) Krapov.
66. Sida decandra R.E.Fr.
67. Sida dubia A.St.-Hil. & Naudin
68. Sida dureana Krapov.
69. Sida echinocarpa F.Muell.
70. Sida ectogama W.R.Barker & R.M.Barker
71. Sida elliottii Torr. & A.Gray
72. Sida elongata Blume
73. Sida emilei Hochr.
74. Sida esperanzae R.E.Fr.
75. Sida everistiana S.T.Reynolds & A.E.Holland
76. Sida fallax Walp.
77. Sida fastuosa Fryxell & S.D.Koch
78. Sida ferrucciana Krapov.
79. Sida floccosa Thulin & Vollesen
80. Sida galheirensis Ulbr.
81. Sida glabra Mill.
82. Sida glaziovii K.Schum.
83. Sida glomerata Cav.
84. Sida glutinosa Comm. ex Cav.
85. Sida goniocarpa Domin
86. Sida goyazensis K.Schum.
87. Sida gracilipes Rusby
88. Sida gracillima Hassl.
89. Sida graniticola J.R.I.Wood
90. Sida grazielae Monteiro
91. Sida guianensis K.Schum.
92. Sida hackettiana W.Fitzg.
93. Sida haenkeana C.Presl
94. Sida harleyi Krapov.
95. Sida hassleri Hochr.
96. Sida hatschbachii Krapov.
97. Sida hederifolia Cav.
98. Sida hemitropousa Pandeya
99. Sida hermaphrodita (L.) Rusby
100. Sida hibisciformis Bertol.
101. Sida hirsutissima Mill.
102. Sida hoepfneri Gürke
103. Sida honoriana Krapov.
104. Sida hookeriana Miq.
105. Sida hyalina Fryxell
106. Sida hyssopifolia C.Presl
107. Sida intricata F.Muell.
108. Sida itaparicana Krapov.
109. Sida jamaicensis L.
110. Sida jatrophoides L'Hér.
111. Sida javensis Cav.
112. Sida jussiaeana DC.
113. Sida kingii F.Muell.
114. Sida laciniata Bovini
115. Sida lancifolia Burtt Davy
116. Sida leitaofilhoi Krapov.
117. Sida libenii Hauman
118. Sida lindheimeri Engelm. & A.Gray
119. Sida linearifolia A.St.-Hil.
120. Sida linearis Cav.
121. Sida linifolia Juss. ex Cav.
122. Sida littoralis Siedo
123. Sida lonchitis A.St.-Hil. & Naudin
124. Sida longipedicellata Thulin
125. Sida longipes A.Gray
126. Sida luschnathiana Steud.
127. Sida macaibae Monteiro
128. Sida macropetala Monteiro
129. Sida marabaensis Monteiro
130. Sida martiana A.St.-Hil.
131. Sida massaica Vollesen
132. Sida meloana Krapov.
133. Sida meridiana Fryxell
134. Sida michoacana Fryxell
135. Sida monteiroi Krapov.
136. Sida monticola Fryxell
137. Sida multicrena Hochr.
138. Sida mysorensis Wight & Arn.
139. Sida nemorensis Mart. ex Colla
140. Sida neomexicana A.Gray
141. Sida nesogena I.M.Johnst.
142. Sida nummularia Baker f.
143. Sida ogadensis Thulin & Vollesen
144. Sida oligandra K.Schum.
145. Sida orientalis Cav.
146. Sida ovalis Kostel.
147. Sida ovata Forssk.
148. Sida palmata Cav.
149. Sida paradoxa Rodrigo
150. Sida paucifolia DC.
151. Sida pedersenii Krapov.
152. Sida pedunculata Domin
153. Sida petropolitana Monteiro
154. Sida phaeotricha F.Muell.
155. Sida picklesiana A.S.Markey, S.J.Dillon & R.M.Barker
156. Sida pindapoyensis Krapov.
157. Sida pires-blackii Monteiro
158. Sida planicaulis Cav.
159. Sida platycalyx F.Muell. ex Benth.
160. Sida pleiantha F.Muell. ex Benth.
161. Sida poeppigiana (K.Schum.) Fryxell
162. Sida potentilloides A.St.-Hil.
163. Sida potosina Brandegee
164. Sida pritzeliana Domin
165. Sida prolifica Fryxell & S.D.Koch
166. Sida pseudocordifolia Hochr.
167. Sida pseudocymbalaria Hassl.
168. Sida pseudopotentilloides Monteiro
169. Sida pseudorubifolia Krapov.
170. Sida pueblensis Fryxell
171. Sida pusilla Cav.
172. Sida quettensis I.Riedl
173. Sida quinquevalvacea J.L.Liu
174. Sida ravii Sivad. & Anil Kumar
175. Sida regnellii R.E.Fr.
176. Sida reitzii Krapov.
177. Sida repens Dombey ex Cav.
178. Sida rhombifolia L.
179. Sida riedelii K.Schum.
180. Sida rigida (G.Don) D.Dietr.
181. Sida rivulicola Ulbr.
182. Sida rodrigoi Monteiro
183. Sida rohlenae Domin
184. Sida rubifolia A.St.-Hil.
185. Sida rubromarginata Nash
186. Sida rufescens A.St.-Hil.
187. Sida ruizii Ulbr.
188. Sida rupicola Hassl.
189. Sida rzedowskii Fryxell
190. Sida salviifolia C.Presl
191. Sida samoensis Rech.
192. Sida sampaiana Monteiro
193. Sida sangana Ulbr.
194. Sida santaremensis Monteiro
195. Sida schimperiana Hochst. ex A.Rich.
196. Sida schininii Krapov.
197. Sida schumanniana Krapov.
198. Sida serrata Willd. ex Spreng.
199. Sida setosa Mart. ex Colla
200. Sida shinyangensis Vollesen
201. Sida simpsonii Krapov.
202. Sida spenceriana F.Muell.
203. Sida spinosa L.
204. Sida subcordata Span.
205. Sida subcuneata A.St.-Hil.
206. Sida surumuensis Ulbr.
207. Sida szechuensis Matsuda
208. Sida tanaensis Vollesen
209. Sida tenuicarpa Vollesen
210. Sida teresinensis Krapov.
211. Sida ternata L.f.
212. Sida teysmannii Baker f.
213. Sida thyrsiflora Miq.
214. Sida tiagii Bhandari
215. Sida tobatiensis Ulbr.
216. Sida tragiifolia A.Gray
217. Sida tressensiae Krapov.
218. Sida trichopoda F.Muell.
219. Sida tuberculata R.E.Fr.
220. Sida turneroides Standl.
221. Sida ulei Ulbr.
222. Sida ulmifolia Mill.
223. Sida urens L.
224. Sida vagans Krapov.
225. Sida vallsii Krapov.
226. Sida variegata (Griseb.) Krapov.
227. Sida vespertina Ekman
228. Sida viarum A.St.-Hil.
229. Sida waltoniana Krapov.
230. Sida weberbaueri Ulbr.
231. Sida wingfieldii (Fryxell) Dorr
232. Sida xanti A.Gray
233. Sida yungasensis Krapov.
234. Sida yunnanensis S.Y.Hu
235. Sida zahlbruckneri Rech.